# Рагажинскене, Дайва
Дайва Рагажинскене, в девичестве Тушлайте (лит. Daiva Tušlaitė-Ragažinskienė, род. 18 июня 1986, Паневежис) — литовская профессиональная велогонщица. В 2008 году она стала чемпионкой Литвы в индивидуальной гонке, а в 2015, 2016 и 2017 годах — чемпионкой в групповой гонке.

## Карьера
Дайва Тушлайте дебютировала на профессиональном уровне в 2007 году после двух призовых мест на чемпионате Литвы (2-е в групповой гонке в 2004 году и 3-й в индивидуальной гонке в 2005 году) и третьего места на чемпионате Европы по трековому велоспорту среди юниоров 2004 года.
В 2005 году на чемпионате мира в Мадриде заняла 34-е место в индивидуальной гонке.
На чемпионате мира 2006 года в Зальцбурге заняла 46-е место в групповой гонке.
На чемпионате мира 2007 года в Штутгарте заняла 20-е место в групповой гонке.
По итогам Кубка мира 2008 года заняла 21-е место, а на чемпионате Литвы по шоссейным гонкам — 1-е место в индивидуальной гонке, опередив Эдиту Пучинскайте и Диану Жилюте. В качестве профессионала она продолжала успешно выступать в Литве, а также выиграла один из этапов Тура Польши. Она была очень разочарована тем, что её не отобрали на Олимпийские игры в Пекине и после этого в середине 2009 года она решила оставить велоспорт и обзавелась семьёй.
В 2013 году она вернулась в велоспорт под руководством Валерия Коновалова. Её первым тренером была Лорета Зопелиене, также тренер сборной Литвы. Заняв 5-е место на чемпионате Литвы по шоссейному велоспорту, Рагажинскене была отобрана в национальную сборную Литвы. Она приняла участие в Тур Ардеш и в групповой гонке чемпионата мира во Флоренции, но не финишировала, а в 2014 году вернулась в профессиональный велоспорт.
В 2015 году Эдита Пучинскайте взяла её в свою команду: Inpa Sottoli Giusfredi. На четвёртом этапе Трофи д’Ор победа была решена на последнем подъёме в Виллекье. Дайва Рагажинскене лидировала на вершине, но слишком быстро сдалась перед финишной чертой. На последних метрах её обогнала Аниша Векеманс. На Джиро ди Тоскана — Мемориал Микелы Фанини заняла четвёртое место. Снова была отобрана на чемпионат мира по шоссейному велоспорту.
С 2015 по 2017 годы становилась чемпионкой Литвы по шоссейному велоспорту в групповой гонке.
В феврале 2016 года её сбила машина во время тренировки, что сорвало первую часть сезона, и она не смогла участвовать в соревнованиях в первые месяцы года. Рагажинскене выступала за Литву на летних Олимпийских играх 2016 года в Рио-де-Жанейро; она заняла 34-е место в групповой гонке. На Трофи д’Ор она боролась с Лекс Альбрехт за горную классификацию. На заключительном этапе она оторвалась от Эри Ёнаминэ и Клаудии Лихтенберг. По итогам гонки Рагажинскене стала лучшей в горной классификации и поднялась на третье место в общем зачёте.
С 2021 года Дайва Рагажинскене выступает за литовскую любительскую команду Colibri Cycling.

## Достижения

### Шоссе
2004
2-я на Чемпионат Литвы — индивидуальная гонка U19
2005
3-я на Чемпионат Литвы — индивидуальная гонка
3-я на Тур де л'Од феминин
2006
2-я на Чемпионат Литвы — индивидуальная гонка
2007
2-я на Чемпионат Литвы — индивидуальная гонка
2-я на Трофе де Стар
2008
 Чемпионат Литвы — индивидуальная гонка
4-й этап Тура Польши
2014
2-я на Чемпионат Литвы — индивидуальная гонка
2015
 Чемпионат Литвы — групповая гонка
3-я на Чемпионат Литвы — индивидуальная гонка
2016
 Чемпионат Литвы — групповая гонка
2-я на Чемпионат Литвы — индивидуальная гонка
Трофи д’Ор
3-я в генеральной классификации
1-я в горной классификации
2017
 Чемпионат Литвы — групповая гонка
2018
 Чемпионат Литвы — индивидуальная гонка
3-я на Чемпионат Литвы — групповая гонка

### Трек
Чемпионат Европы — гонка преследования U19

### Велокросс
2022—2023
 Чемпионат Литвы
2023—2024
 Чемпионат Литвы

## Статистика выступления наГранд-турах
| Гонка / Год          | 2007 | 2008 | 2009 | 2010 | 2011           | 2012           | 2013           | 2014           | 2015           | 2016           | 2017           | 2018           |
| -------------------- | ---- | ---- | ---- | ---- | -------------- | -------------- | -------------- | -------------- | -------------- | -------------- | -------------- | -------------- |
| Рут де Франс феминин | —    | 11   | —    | —    | —              | —              | —              | 18             | 21             | —              | не проводилась | не проводилась |
| Тур де л'Од феминин  | DNF  | —    | —    | —    | не проводилась | не проводилась | не проводилась | не проводилась | не проводилась | не проводилась | не проводилась | не проводилась |
| Джиро д’Италия Донне | DNF  | 66   | —    | —    | —              | —              | —              | 80             | 27             | 51             | —              | —              |

## Рейтинги
| Год                 | 2005  | 2006  | 2007 | 2008  | 2009 | 2010 | 2011 | 2012 | 2013 | 2014  | 2015  | 2016  | 2017  | 2018  | 2019 | 2020 | 2021 | 2022 | 2023  | 2024  |
| ------------------- | ----- | ----- | ---- | ----- | ---- | ---- | ---- | ---- | ---- | ----- | ----- | ----- | ----- | ----- | ---- | ---- | ---- | ---- | ----- | ----- |
| Мировой рейтинг UCI | 110-й | 121-й | 69-й | 125-й | -    | -    | -    | -    | -    | 314-й | 128-й | 100-й | 246-й | 250-й | -    | -    | -    | -    | 521-й | 531-й |
| Мировой кубок UCI   | -     | -     | -    | 21-й  | -    | -    | -    | -    | -    | -     | -     |       |       |       |      |      |      |      |       |       |
| Мировой тур UCI     |       |       |      |       |      |      |      |      |      |       |       | -     | -     | 236-й | -    | -    | -    | -    | -     | -     |
|                     |       |       |      |       |      |      |      |      |      |       |       |       |       |       |      |      |      |      |       |       |
| Источник: UCI       |       |       |      |       |      |      |      |      |      |       |       |       |       |       |      |      |      |      |       |       |

## Личная жизнь
Дайва Тушлайте замужем за известным литовским мастером мотокросса и семикратным чемпионом страны, Мариусом Рагажинскасом, который после 18 лет активного спорта занялся фермерством. В семье есть дочь Камиле.